# Organizația Umanitară Concordia
Organizația Umanitară Concordia, este o organizație non-guvernamentală umanitară, apolitică și nonprofit, ce are ca principală misiune recuperarea și reintegrarea socială, școlară și profesională a copiilor și tinerilor care provin din familii dezorganizate, defavorizate social sau direct de pe stradă.

## Proiecte sociale

### România
În România Concordia ocrotește câteva sute de copii și tineri, organizați în grupuri de tip familial de câte 8-12 copii, în casele și locuințele sociale pe care le administrează în București, Ploiești și Ariceștii Rahtivani, din județul Prahova. Acestora li se adaugă un număr important de copii ai străzii din programul de asistență stradală în cadrul Centrului Social “Sf. Lazăr” din București.

### Republica Moldova
Concordia Moldova a fost fondată în anul 2004. În anul 2013 a devenit cea mai mare organizație neguvernamentală pentru servicii sociale pe întregul teritoriu al Republicii Moldova.
Organizația desfășoară două proiecte mari: „Pentru copiii noștri” și „Pentru părinții noștri”. 
260 copii orfani și din familii social vulnerabile locuiesc în centrul de plasament pentru copii „Concordia. Orășelul Copilăriei” din satul Pîrîta (perioada anilor 2018 -2019 deja nu mai activează) și în Casa Concordia din Chișinău. Circa 130 oameni în vîrstă din familii social vulnerabile locuiesc în 10 Centre Sociale CONCORDIA. În jurul a 2.700 beneficiari, dintre care 300 copii, primesc zilnic un prînz cald, ajutor acasă și afecțiune în cele 29 cantine sociale din 21 de sate.
Circa 400 de angajate și angajați localnici lucrează în cadrul organizației.

## Prietenii Concordiei
Printre autoritățile și instituțiile din România care au sprijinit unele dintre activitățile sociale ale Fundației Concordia se numără: Președinția României, Institutul Cultural Român, Primăria Sector 1 București, Consiliul Județean Prahova, Primăria Ploiești, Primăria Ariceștii - Rahtivani (Prahova), Biserica Ortodoxă Română (sporadic) 
Din Uniunea Europeană părintele Sporschill a primit suport de la:
- Abația Klosterneuburg - Austria (unul dintre principalii finanțatori) prin proiectul „Copii Speranței” [4], Primăria Vienei
- Strabag [5], Erste Group, Erber Group[6], Raiffeisen Holding, Baumax, Praktiker, Hoval, Bosch, Hilti, Lanțul Hotelier The Grand, Garanti Bank, Uniqa Versicherungen AG, Niederoesterreich, Massive Romania SRL Agrana, Titan, Metro, Billa, Plus, Dr. Oetker, Cadbury, Trotter Management, Ospelt, Hilfswerk, Holver, Kremsmueller, Elmec România SRL, SC OMV-Petrom S.A., Anker Brot